# Phyllophilopsis anomala
Phyllophilopsis anomala là một loài ruồi trong họ Tachinidae.